# The Texan (film, 1920)
Pour les articles homonymes, voir The Texan.
Pour plus de détails, voir Fiche technique et Distribution.
The Texan (littéralement, Le Texan) est un film muet américain réalisé par Lynn Reynolds, sorti en 1920.

## Fiche technique
- Titre : The Texan
- Réalisation : Lynn Reynolds
- Assistant réalisateur : George Webster
- Scénario : Jules Furthman, Lynn Reynolds d'après un roman de James B. Hendryx
- Photographie : Frank B. Good
- Producteur : William Fox
- Société de production :  Fox Film Corporation
- Société de distribution :  Fox Film Corporation
- Pays de production :  États-Unis
- Langue : film muet avec les intertitres en anglais
- Métrage : 1 500 m (5 bobines)
- Format : Noir et blanc — 35 mm — 1,33:1 — Muet
- Genre : Comédie, Western
- Durée : 50 minutes
- Date de sortie : 
  - États-Unis : octobre 1920

## Distribution
- Tom Mix : Tex Benton
- Gloria Hope : Alice Marcum
- Robert D. Walker : Winthrop Endicott
- Charles K. French : Wolf River Mayor
- Sid Jordan : Jack Purdy
- Pat Chrisman : 'Bat,' a Half-breed